# Daria Jorquera
Daria Jorquera Palmer (24 aprile 1988) è una schermitrice canadese.

## Palmarès
In carriera ha conseguito i seguenti risultati:
- Giochi Panamericani:

Guadalajara 2011: argento nella spada a squadre.